# Stanisław Moniuszko
Stanisław Moniuszko (Ubiel, 1819. május 5. – Varsó, 1872. június 4.) lengyel romantikus zeneszerző, zongorista és orgonista. A lengyel nemzeti opera atyja. Magyar zenetörténészek gyakran illetik a „lengyel Erkel” jelzővel. A lengyel zenetörténetben ugyanis nagyjából azt a szerepet töltötte be, mint a magyar zenetörténetben Erkel Ferenc.

## Élete
Moniuszko Ubiel községében, Minszk városától nem messze látta meg a napvilágot. Édesapja Czeslaw Moniuszko, majd a lengyel hadsereg kapitánya volt, a Napóleoni tiszt, a litván lovaslövészek ezredének kapitánya, aki Joachim Murat marsall és Nápoly  királyának székhelyén adjutánsként fejezte be katonai pályafutását. Édesanyja, Madzarska Elsbieta jól énekelt és zongorázott, elég zenei ismerettel rendelkezett ahhoz, hogy fiát elindítsa a zenei pályán; zongorázni tanította. 1827-ben a család beköltözött Varsóba, ekkor a gyermek Stanisław August Freyer tanítványa lett. Freyer Elsner professzor egykori növendéke, Chopin tanulótársa volt. Aztán a család anyagi helyzete rosszabbra fordult és 1830-ban Minszk városába költöztek. Stanisław itt folytatta zenei tanulmányait, de a falusi zenetanárok nem ütötték meg azt a színvonalat, amit a szülők biztosítani szerettek volna fiuknak, ezért 1837-ben Berlinbe küldték a 18 éves tehetséget. Itt lehetősége volt megismerni a korabeli zeneszerzők legújabb operáit, oratóriumait és szimfóniáit. Ez nagy hatást gyakorolt rá.
1840-ben visszatért Lengyelországba, Wilnó városában telepedett le. Az itteni Szent János-templom orgonistája lett, de zongoraórákat is adott és alkalmanként a városi színház zenekarát is igazgatta, mint karmester. Megismerkedett Józef Ignacy Kraszewskivel, a korszak híres írójával és levelezett Aleksander Fredróval, a népszerű humoristával is. Még visszatérésének évében megnősült: elvette Aleksandra Müllert. Házasságuk boldog és kiegyensúlyozott volt. Közben előállt első zenedarabjaival is: 1843-ban jelentette meg zongorakíséretes dalait. Moniuszko szép lassan a városka zenei életének a vezetője lett: színvonalas hangversenyeket rendezett, egyre többrétegű kompozíciós tevékenységet fejtett ki. Pedagógusként is nagy hírnévre tett szert. Keze alól olyan kiváló tanítványok kerültek ki, mint Cezar Antonovics Kjui, az orosz ötök csoportosulás egyik vezető egyénisége. Moniuszko kinevelte a közönséget is a lengyel színpadi és szimfonikus zene számára.
1846-ban megismerkedett a forradalmi ifjúság egyik vezérével, Włodzimierz Wolski költővel, az ő közreműködésével komponálta meg a két évvel később bemutatott Halkát, az első európai színvonalú lengyel operát. Ezzel Moniuszko lett a lengyel nemzeti opera megteremtője. A varsói bemutatóra majd' egy évtizedet kellett várni. Ez azonban előnyére vált az alkotásnak: a szerzőnek így lehetősége nyílt átdolgozni művét. Közben ugyanis több alkalommal koncertezett Szentpéterváron, ahol megismerkedett Mihail Ivanovics Glinka, Modeszt Petrovics Muszorgszkij, Alekszandr Szergejevics Dargomizsszkij zenéjével, illetve több orosz zeneszerzővel személyesen is találkozott. Az ő hatásukra dolgozta át a Halkát a varsói bemutató előtt.
Az opera 1858-ban a fővárosban is nagy sikert aratott. A zeneszerző ekkor európai turnéra indult: Párizsba, majd Berlinben utazott. A Halka meghódította az európai operaszínpadokat. A prágai premieren találkozott Bedřich Smetanával, végül Weimarba utazott, ahol Liszt Ferenc fejezte ki elismerését. A Halka természetesen Moszkvában és Szentpétervárott is színre került. Moniuszko azonban nemsokára visszatért hazájába. Székhelyét ekkor már Varsóba tette át, ahol felajánlották neki a lengyel opera karmesteri állását. Itt is tovább fáradozott a lengyel nemzeti zene ügyén, nemzetközi elismertetésén. Közben folytatta pedagógiai tevékenységét is, a konzervatórium tanára lett. A megfeszített munkatempó, a lengyel zene érdekében folytatott hősies harc végül kimerítették a mestert, felemésztették életerejét. 1872-ben hunyt el a lengyel fővárosban, a Powązki temetőben helyezték örök nyugalomra a Chopin család sírja mellett.

## Munkássága
Moniuszko felismerte, hogy a lengyel műzene megteremtésének alapvető feltétele, a lengyel otthonok zenéjének megújítása. Ezért Házi daloskönyv címen sorozatot indított, amelyben románcait, elégiáit, dalait jelentette meg. Ezek nagyon hamar elterjedtek és népszerűvé váltak Lengyelországban, kiszorították a külföldi dalokat és áriákat. A szerző legnagyobb érdeme, hogy közönséget nevelt a lengyel szimfonikus és színpadi művek számára. Csak ezután vetette bele magát igazán a komponálásba.
Megírta az első lengyel szimfonikus költeményt, de legnagyobb érdeme, a lengyel nemzeti opera megteremtése. Sajnos munkássága egyben a lengyel opera csúcspontját, de végpontját is jelentette. Halála után akadt még egy-két szerző, aki sikereket ért el, de vagy csak hazájukban tudtak hírnévre szert tenni, vagy csak rövid ideig szerepeltek az európai operaszínpadokon.
A Halkát azonban a mai napig elő szokták venni, nemcsak Varsóban. Érdekes, hogy amíg Erkel vagy Smetana esetében az idegenből átvett formák és a hazai tartalom szerencsés találkozását figyelhetjük meg, addig Moniuszko esetében ez nem így van. A szerző kiválóan ismerte népe muzsikáját és a külföldi operaszerzők remekműveit, de nem tudott olyan jól és könnyeden kiigazodni rajtuk, mint az előbb említettek. A Halka nem tudott tökéletes egységgé ötvöződni.
Moniuszko nem volt folklorista sem. A Halka és más operáinak dallamait is saját maga alkotta meg, dús zenei fantáziával, olyan stílusban, hogy azt a lengyel közönség magáénak érezze. A Halka dallamai közül a lassú, bús, melankolikus részek sikerültek a legjobban. Ezek azonban a műfaj természetéből kifolyólag nem lehetnek túl hosszúak. Sajnos erre a szerző esetenként nem érzett rá. Olykor elég terjengős áriákat, együtteseket komponált az operába, amelyeket a mai rendezők meg szoktak rövidíteni. A Halka tulajdonképpen lassított ütemű zenés dráma, amely a maga idejében az egyik legbátrabb újító kísérlet volt az opera műfajában.
A darab legfőbb erősségei a tüzes táncok, a lírai áriák, de elnyújtottak és statikus jellegűek a kórusrészletek. Mindjárt a bevezető kórus esetében ezt érezzük. Az opera nem kelti a kiegyensúlyozott kompozíció hatását. A komponista ugyanis engedett a kor ízlésnek, és az alapvetően lengyel zenei alapszövetet helyenként francia és olasz stílusjegyekkel tűzdelte meg.
Másik nagy sikert aratott dalműve A kísértetkastély című vígopera. Ez már ritkábban csendül fel külföldi színpadokon, de a lengyelek többsége ezt érzi nemzeti operájának. A szövegkönyv egy prózai vígjátékot dolgozott fel. A történet valósággal megújult és felfrissült Moniuszko zenéje által. Ebben a művében már szerencsésen elegyíti a hazai és a külföldi elemeket, de a lengyel népdalnak feltétlen elsőbbséget biztosított. A vidám cselekmény fordulópontjain pompásan megkomponált polonéz, mazurka vagy dumka áll. A mű szerkezetét és felépítését tekintve a Kísértetkastély a legérettebb alkotása. Dallamvilágára elsősorban az olasz mesterek művei hatottak.
Monikuszko ezenkívül még több dalművet, balettet, zenekari darabot is komponált, de ezek Lengyelország határain kívül nem igazán ismertek. Dalai és zongoradarabjai ma is nagy népszerűségnek örvendenek hazájában. Jelentősek szimfonikus művei is.

## Művei
Operák:
- Halka 1847-1848, átdolgozva 1857
- Sielanka 1848?
- Betty 1852
- Flis 1858
- Rokiczana 1859
- Hrabina 1869
- Jawnuta 1860
- Verbum nobile 1860
- Straszny Dwór 1861-1864
- Paria 1859-1869
- Trea 1872
- Nowy dziedzic ?
- Sen wieszcza ?
- Walka muzyków ?

Operettek:
- Biuraliści 1835
- Nocleg w Apeninachb 1837-39
- Cudowna woda 1840-41
- Karmaniol, czyli Francuzi lubią żartować 1840-1841
- Deał, czyli Nowe Precjoza 1841
- Nowy Don Kichot, czyl Sto szaleństw 1841
- Żółta szlafmyca 1841
- Pobór rekrutów 1842
- Loteria 1842-1843
- Cyganie 1852
- Beata 1870-71

Balettek:
- Monte Cristo 1866
- Na kwaterunku 1868
- Figle szatana 1870
- Merry Wives of Windsor 1849 (balett zene Otto Nicolai operájához)

Egyéb színpadi művek:
- Kasper Hauser, melodráma 1843
- Sabaudka, melodráma 1845
- Hamlet, kísérőzene 1871
- Zbojcy, kísérőzene Friedrich Schiller egyik tragédiájához 1870
- Karpaccy gorale ?

Kantáták:
- Milda 1848
- Nijoła 1848 után
- Florian Szary 1858-59
- Widma 1859 előtt
- Sonety krymskie 1867
- Pani Twardowska 1869
- Kurmine 1872? (befejezetlen)

Egyházzene:
- Litanie ostrobramskie no. 1. 1843
- a-moll mise 1848
- Litanie ostrobramskie no. 2. 1849
- d-moll rekviem 1850
- Litanie ostrobramskie no. 3. 1854
- Litanie ostrobramskie no. 4. 1855
- e-moll mise 1855
- esz-dúr mise 1865
- h-moll mise"Piotrowinska" 1872
- Oto drzewo krzyza (motetta) 1872
- Modlitwa Panska "Ojcze nasz" (kórusmű) ősbemutató 1859
- Zsoltár "Ne memineris"?
- Zsoltár "Vide humilitatem meam" ?
- Requiem aeternam ?

300 dal, a legismertebbek (zárójelben a vers költőjének a neve) :
- Chochlik (A.E. Odyniec)
- Czaty, (Adam Mickiewicz)
- Dziad i baba (J.I. Kraszewski)
- Dziadek i babka (P. Jankowski)
- Entuzjasta (J. Prusinowski)
- Kozak (?)
- Kum i kuma (J. Czeczot)
- Lzy (A.E. Odyniec)
- Maciek (T. Lenartowicz)
- Magda karczmarka (E. Sztyrmer)
- Nad Nida (Włodzimierz Wolski)
- Panicz i dziewczyna (A.E. Odyniec)
- Piesn wieczorna (W. Syrokomla)
- Piosnka zolnierza (J. Korzeniowski)
- Polnrozyczka (J. Grajnert)
- Powrot taty (A. Mickiewicz)
- Przasniczka (J. Czeczot)
- Rozmowa (A. Mickiewicz)
- Rybka (A. Mickiewicz)
- Swierszcz (J.N. Kaminski)
- Switezianka (A. Mickiewicz)
- Tren X (J. Kochanowski)
- Trzech Budrysow (A. Mickiewicz)
- Trzy spiewy: Niepewnosc, Pieszczotka, Sen (A. Mickiewicz.)
- Znaszli ten kraj (A. Mickiewicz, Johann Wolfgang von Goethe után)

Kamarazene:
- d-moll vonósnégyes no. 1. 1839
- F-dúr vonósnégyes no. 2. 1840 után

Zongoraművek:
- Fraszki két könyvben Vilniusban jelent meg nyomtatásban, 1843-ban
- asz-moll noktürn, megjelent Vilnius, 1846
- D-dúr mazurka megjelent Vilnius, 1846
- Hat polonéz, megjelent Vilnius
- C-dúr polka, megjelent Varsó, 1851
- Dániel polka, megjelent Varsó, 1852
- Gabriella polka, megjelent Varsó, 1855
- Tavasz polka, megjelent Varsó, 1860
- b-moll Vilanelle megjelent Varsó, 1851
- Három keringő, megjelent Varsó, 1852
- Esküvői mazurka, megjelent Varsó, 1872
- Kolysanka, megjelent Varsó, 1872

Szimfonikus művek:
- Bajka (nyitány, az első lengyel szimfonikus költemény) 1848
- Kain (nyitány) 1856
- Háború-nyitány 1857
- a-moll koncert polonéz 1866
- F-dúr koncert polonéz 1863
- Tündérmese koncertnyitány